# Kiss and Make Up
是英國歌手杜娃·黎波和韓國女子組合BLACKPINK的歌曲，作為第二支促銷單曲收錄於黎波首張同名專輯超級豪華版《杜娃·黎波：終極慶功盤》，歌曲由华纳兄弟唱片於2018年10月19日以數位下載和串流媒體形式發行。由黎波、切爾斯·格里米斯、雅尼克·拉斯托吉、扎卡里·雷蒙德、馬修·約普-勒平、馬克·文森特和泰迪·朴創作，Banx & Ranx製作。
曲風涵蓋舞蹈、電子流行和雷鬼舞曲，亦帶有熱帶及電子舞曲元素，詮釋欲挽回戀人的心情。部分樂評人稱讚雙方在韓語和英語間的兼容並蓄。這首歌取得商業上的成功，於19國的音樂排行榜上博得前40名的成績，並在馬來西亞和新加坡位列冠軍。後來此曲在澳洲獲得白金認證，在義大利和葡萄牙獲得金認證，並在英國獲得銀認證。
這首歌的流行放克混音選錄於黎波與祝福瑪丹娜的混音專輯《電音流行先鋒 升級版》中，其中結合了赫伯·阿爾珀特1979年樂曲〈Rise〉的元素。

## 背景與製作
由杜娃·黎波、切爾斯·格里米斯、馬修·約普-勒平、馬克·文森特、泰迪·朴、雅尼克·拉斯托吉和扎卡里·雷蒙德共同譜寫，並由製作雙人組Banx & Ranx製作。歌曲最初是在黎波的同名出道專輯發行前一年半寫的，且由黎波一人獨唱，但她當時認為這首歌不適合她的專輯，並希望能與其他歌手合作，因此將其從專輯的曲目清單中刪除。專輯發行後，同是詞曲作者的格里米斯找上黛咪·洛瓦托、布蘭妮·斯皮爾斯和麥莉·希拉等歌手邀歌，但對方都以歌詞太不成熟為由回絕了。
雙方合作契機發生於2018年5月6日—黎波的同名巡迴演唱會韓國首爾場上，當時BLACKPINK的成員Jennie和Lisa到場觀賞她的演出，並在後台與她見面合影。黎波回到英國後，再次聽到原本要收錄在出道專輯的，使她燃起與BLACKPINK合唱這首歌的想法，於是向韓方提出合作邀約。她當時心想如果她們聯手「絕對會爆炸」。不久之後BLACKPINK就答應了邀請，並在錄音室將部分歌詞翻譯成韓語。這首歌在英國的Rollover錄音室錄製，人聲於伦敦的TaP錄音室錄製。混音由傑米·斯內爾（Jamie Snell）在南倫敦奇姆的The Hamilton處理，母帶則由克里斯·格林格（Chris Gehringer）在美國纽约的Sterling Sound後製完成。
繼2020年3月發行第二張錄音室專輯《流行先鋒》（Future Nostalgia）後，黎波打算重新將唱片中的歌曲混音，並以某種方式將她過往的合作作品匯編成一張混音带。在祝福瑪丹娜的幫助下，《電音流行先鋒 升級版》（Club Future Nostalgia）於同年8月釋出，祝福瑪丹娜希望透過創作赫伯·阿爾珀特歌曲的擴展版本，向年輕族群介紹這位美國小號手的音樂。祝福瑪丹娜將阿爾珀特1979年樂曲〈Rise〉的一部分與〈Kiss and Make Up〉的人聲相結合，她認為這兩首歌的調子「毫無二致」且「完美契合」。由於採用了〈Rise〉的元素，身為詞曲作者的安迪·阿默（Andy Armer）和蘭迪·阿爾珀特（Randy Alpert）也被標記在製作名單中。

## 詞曲
全長3分9秒，是一首揉合舞蹈、電子流行和雷鬼舞曲而成的高节奏感歌曲，亦同時帶有熱帶和電子舞曲元素。歌曲以降E大調的
拍構成，速度為每分鐘100拍，並遵循Cm–A♭–E♭–B♭/Gm的和弦進程。歌曲的伴奏以俱樂部式、白熱的風格為特色，包括合成貝斯、咔嗒咔嗒的打擊樂及蹦跳的簡單節奏 。在結構上，歌曲以聲碼化的前奏、2010年代早期的記憶點和有節奏的副歌組成。
這首歌的歌詞由英語和韓語撰寫，由杜娃·黎波和BLACKPINK的成員各自以獨特的聲線輪流聲唱，他們的音域範圍介於G3到C5之間。歌詞為這首歌創造出一個故事情節，講述某人不想面對分手，請求對方免去言語溝通，直接以親熱化解危機。
收錄於《電音流行先鋒 升級版》專輯的重混版本是一首「橡膠」流行放克歌曲，向混音文化的根源—當代城市致敬，並使用了赫伯·阿爾珀特樂曲〈Rise〉的元素 。它被比作美國歌手瑪丹娜1989年歌曲〈Express Yourself〉。

## 發行與宣傳
歌曲名稱首次在杜娃·黎波2016年單曲〈耳目一新〉的音樂錄影帶中曝光，於黎波一個朋友在骄傲游行舉的標牌上出現。歌曲資訊於2018年9月4日經黎波在其社群媒體上公布。2018年10月19日凌晨，歌曲作為黎波首張同名專輯的第三個版本，兼最終完整版本的第二支促銷單曲在官方YouTube頻道及各大線上音源網站公開。同日，歌曲再度作為第二張唱片的第三首曲目發行。2020年8月28日，歌曲的重混版本作為黎波和祝福瑪丹娜的《電音流行先鋒 升級版》專輯第15首曲目發行，它伴隨著一支動畫影片，其中有一個蘑菇人在椅子上邊跳舞邊直播。
也收錄在BLACKPINK的In Your Area世界巡迴演唱會的表演清單中。遇到黎波不在場的情況下，成員Rosé和Jisoo通常會幫忙演唱她的部分。2019年5月1日，BLACKPINK與黎波在美國新泽西州紐華克普天壽中心合體演唱這首歌 。

## 評論聲譽
音樂部落格Idolator的麥克·尼德（Mike Nied）稱讚BLACKPINK在這首歌的表現值得欽佩，並表揚歌曲彪悍的台詞。Uproxx的克洛伊·吉爾克（Chloe Gilke）稱其為「完美的流行國歌」 。《新音乐快递》的賴安·戴利（Rhian Daly）在BLACKPINK前十名歌曲列表中將其排到第8名，指出歌曲在東方與西方文化間的融合，使它「提升到標準之上」。最後他讚揚黎波和BLACKPINK的默契，稱組合成員的聲音從前者的聲音中「絲滑的脫穎而出」。《Paper》雜誌的艾姆林·特拉維斯（Emlyn Travis）評論稱雙方將英語和韓語互相交織在一起，並認為這首歌的風格都非常適合黎波和BLACKPINK。最後她總結歌曲「無疑令人上癮」。《歐普拉雜誌》的莫妮卡·瓊（Monica Chon）表示兩方演唱英語與韓語時「配合的天衣無縫」，因此「有力地證明了語言差異不該成為欣賞流行音樂的阻礙」。

## 商業成績
的音源在公開後隨即登上媒體播放器iTunes單曲排行榜共21個國家與地區的冠軍，只有背景圖的音訊影片在YouTube上的觀看次數也邁入一千萬。在美國，歌曲在發行當天進入該國iTunes排行榜前十名，並以首週約11,000次的下載量和700萬次的串流播放打入《告示牌》百大單曲榜第93名，這是BLACKPINK繼〈Ddu-Du Ddu-Du〉於同年6月位列第55名以來第二度進入該榜單，對黎波則是第七度進入該榜。
到了2018年10月26日，在全球Spotify已累計超過1200萬串流點聽，同時也空降英國單曲排行榜第36名，在榜上總共待了12週，使得BLACKPINK成為第一組進入該榜的韓國女團。截至2019年4月，這首單曲在英國的串流播放量已達到2040萬次。2019年9月，歌曲在英國因實體和串流等價銷售達到20萬獲得英国唱片业协会頒發的銀唱片認證。發行兩週後的11月4日，歌曲空降澳洲唱片業協會榜第33名，為在該榜的最高成績。之後歌曲因實體和串流等價銷量折合70,000張獲得澳洲唱片業協會的白金認證；在義大利也憑25,000張等價銷量獲得意大利音乐产业联盟黃金認證，這兩項單曲認證皆為韓團最初。
亦在奧地利、捷克共和國、愛沙尼亞、芬蘭、希臘、匈牙利、愛爾蘭、紐西蘭、波蘭、葡萄牙、蘇格蘭、瑞典和瑞士等國家與地區的音樂排行榜上擁有前40名的成績，而在馬來西亞及新加坡，歌曲更奪得兩國冠軍。
2019年末，據Spotify統計，這首歌成為當年全球收聽次數第3多的K-pop歌曲。

## 製作名單
以下資料取自《杜娃·黎波：慶功盤》、《電音流行先鋒 升級版》專輯內頁說明。
工作室
- TaP Studio（英國倫敦） – 人聲錄製
- Rollover Studio（英國） – 錄製
- The Hamilton（英國奇姆（英语：Cheam）） – 混音
- Sterling Sound（英语：Sterling Sound）（紐約） – 母帶後期處理

製作人員
- 杜娃·黎波 – 主唱
- BLACKPINK – 主唱
  - 金智妮 – 主唱
  - 金智秀 – 主唱
  - 拉莉莎·瑪諾班 – 主唱
  - 朴彩英 – 主唱
- 切爾斯·格里米斯（英语：Chelcee Grimes） – 背景人聲
- Banx & Ranx（英语：Banx & Ranx） – 製作
  - 雅尼克·拉斯托吉 – 鼓、貝斯、合成器、鍵盤、編程
  - 扎卡里·雷蒙德 – 鼓、貝斯、合成器、鍵盤、編程
- 崔勇仁 – 工程
- 傑米·斯內爾 – 混音
- 克里斯·格林格 – 母帶後期處理

## 排行榜
| 榜單（2018–20年）                    | 峰值 |
| ------------------------------------ | ---- |
| 澳大利亚（澳大利亚唱片业协会單曲榜） | 33   |
| 奥地利（Ö3四十强单曲榜）             | 34   |
| 比利时佛兰德（Ultratip榜外單曲榜）   | 4    |
| 比利时瓦隆（Ultratip榜外單曲榜）     | 10   |
| 加拿大（Canadian Hot 100）           | 44   |
| 独联体（Tophit独联体电台榜）         | 21   |
| 克羅埃西亞（克羅埃西亞廣播電視台）   | 90   |
| 捷克（百強數位單曲榜）               | 27   |
| 愛沙尼亞（愛沙尼亞四十強榜）         | 15   |
| 芬兰（芬蘭官方單曲榜）               | 15   |
| 法国（法國唱片出版業公會單曲榜）     | 65   |
| 德國（德國官方單曲榜）               | 48   |
| 希臘（國際唱片業協會希臘分會）       | 6    |
| 香港（新城電台勁爆外語榜）           | 2    |
| 匈牙利（四十強單曲榜）               | 26   |
| 匈牙利（四十強串流榜）               | 9    |
| 愛爾蘭（愛爾蘭唱片音樂協會）         | 15   |
| 意大利（意大利音乐产业联盟单曲榜）   | 91   |
| 日本（Japan Hot 100）                | 90   |
| 馬來西亞（馬來西亞唱片業協會）       | 1    |
| 荷兰（百强单曲榜）                   | 48   |
| 新西兰（新西兰唱片音乐协会单曲榜）   | 32   |
| 波蘭（波蘭百大電台榜）               | 10   |
| 葡萄牙（葡萄牙唱片業協會单曲榜）     | 29   |
| 俄罗斯（Tophit俄罗斯电台榜）         | 26   |
| 蘇格蘭（官方榜单公司單曲榜）         | 30   |
| 新加坡（新加坡唱片業協會）           | 1    |
| 斯洛伐克（百大電台榜）               | 33   |
| 斯洛伐克（百強數位單曲榜）           | 20   |
| 南韓（Gaon單曲榜）                   | 75   |
| 西班牙（西班牙音樂製作協會）         | 68   |
| 瑞典（瑞典最熱榜）                   | 32   |
| 瑞士（瑞士热门音乐榜）               | 45   |
| 台灣（HITO西洋排行榜）               | 4    |
| 英國（官方榜单公司單曲榜）           | 36   |
| 乌克兰（Tophit乌克兰电台榜）         | 62   |
| 美国（《告示牌》百大單曲榜）         | 93   |

| 榜單（2019年）             | 峰值 |
| -------------------------- | ---- |
| 獨立國協（Tophit）         | 85   |
| 波蘭（波蘭百大電台榜）     | 80   |
| 葡萄牙（葡萄牙唱片業協會） | 247  |
| 俄羅斯（Tophit熱播榜）     | 100  |

## 銷售認證
| 地區                           | 认证 | 认证单位/销量 |
| ------------------------------ | ---- | ------------- |
| 澳大利亚（澳大利亚唱片业协会） | 白金 | 70,000‡       |
| 意大利（意大利音乐产业联盟）   | 金   | 25,000‡       |
| 葡萄牙（葡萄牙唱片業協會）     | 金   | 5,000‡        |
| 英国（英国唱片业协会）         | 银   | 200,000‡      |
| ‡僅含認證的+實際銷量           |      |               |

## 發行歷史
| 地區   | 日期           | 格式              | 唱片公司 | 來源   |
| ------ | -------------- | ----------------- | -------- | ------ |
| 多國   | 2018年10月19日 | 數位下載 串流媒體 | 華納兄弟 | [ 24 ] |
| 俄羅斯 | 2018年10月30日 | 當代流行電台      | 華納兄弟 | [ 68 ] |

## 外部連結
- YouTube上的音訊影片